# Macellicephala incerta
Macellicephala incerta är en ringmaskart som beskrevs av Fauvel 1914. Macellicephala incerta ingår i släktet Macellicephala och familjen Polynoidae. Inga underarter finns listade i Catalogue of Life.